# Finale (programska oprema)
Finale je programska oprema za notacijo glasbe, ki ga razvija podjetje MakeMusic in je namenjen uporabi z oprecijskima sistemoma Microsoft Windows in Mac OS X. Finale je obravnavan kot eden izmed standardov pri profesionalnem notiranju.
Podjetje MakeMusic nudi tudi več cenejših različic programa Finale, katerih zasnova se nanaša na njegove glavne karakteristike. Med njimi so SongWriter, PrintMusic, kot tudi brezplačni Finale Notepad, ki omogoča le osnovno urejanje. Različice, ki niso več v prodaji, so Finale Guitar, Notepad Plus, Allegro ter brezplčni Finale Reader.